# Renz (Unternehmen)
Die Erwin Renz Metallwarenfabrik GmbH & Co KG (Eigenschreibweise: RENZ) ist ein familiengeführtes Industrieunternehmen mit Hauptsitz in Kirchberg an der Murr (Baden-Württemberg). Das 1925 gegründete Unternehmen entwickelt, produziert und vertreibt Briefkästen, Briefkastenanlagen, Paketboxen, Paketkastenanlagen, Click&Collect-Locker sowie Intralogistiklösungen. Renz gilt in diesem Bereich als einer der führenden Anbieter Europas.
Die Renz-Gruppe beschäftigt rund 700 Mitarbeitende an neun Standorten in Europa. Zur Gruppe gehören die Marken RENZ, leabox.com, MEFA und The Safety Letterbox Company.

## Geschichte
Erwin Renz machte sich am 1. Januar 1925 im Alter von 20 Jahren als Flaschner selbständig. In seiner kleinen Werkstatt in Kirchberg an der Murr stellte er zunächst Bedachungsartikel aus Blech, wie Regenwasserfänger und Dachfenster, in Handarbeit her. Er konnte 1928 die ersten Mitarbeiter beschäftigen.
Aus der Werkstatt entstand in den Vorkriegsjahren unter der Leitung von Erwin Renz und seiner Frau Adelheid ein Handwerksbetrieb mit zwölf Mitarbeitenden. Der erste Renz-Briefkasten wurde 1933 gefertigt.
Während des Zweiten Weltkriegs wurde der Betrieb kriegsverpflichtet und stellte primär Bunkeröfen, Kleinherde und Entlüfter her. In der unmittelbaren Nachkriegszeit wurden Sparherde und Ofenrohre – aufgrund von akuter Materialknappheit – aus Geschosshülsen gefertigt.
In den 1950er-Jahren wandelte Erwin Renz seinen Handwerksbetrieb durch Investitionen in Fertigungstechnik in ein Industrieunternehmen um. 1956 wurde der Produktionsschwerpunkt von Bedachungsartikeln auf Briefkästen verlagert. Auslöser war eine Bezuschussung durch die Deutsche Bundespost. Die Briefkästen und Briefkastenanlagen wurden maschinell gefertigt und auf Messen den Händlern und Kunden präsentiert.
1959 verstarb der Firmengründer Erwin Renz überraschend an einem Schlaganfall; seine Söhne Manfred und Martin übernahmen gemeinsam mit ihrer Mutter Adelheid die Geschäftsführung.
In den 1960er- und 1970er-Jahren wurde das Vertriebsnetz durch Außendienstmitarbeiter und Niederlassungen deutschlandweit aufgebaut. Mit der Koffereckenanlage landete Renz einen Verkaufsschlager, der den Grundstein für die deutsche Marktführerschaft legte.
1975 gründete Martin Renz mit Renz-France die erste Produktionsstätte im Ausland. Nach dem Tod seines Bruders Manfred übernahm Martin Renz 1982 die alleinige Geschäftsführung.
Im Zuge der Wiedervereinigung errichtete Renz ein Zweigwerk in Döbeln (Sachsen), um den ostdeutschen Markt erschließen zu können. Begünstigt durch den Bauboom überstieg der Umsatz des Unternehmens 1993 erstmals die Marke von 100 Mio. DM.
2004 übernahm Armin Renz die Geschäftsführung von seinem Vater Martin Renz. Als Antwort auf die zunehmende Marktpolarisierung wurde 2009 die Zweitmarke leabox.com gegründet, die preisorientierte Briefkastenanlagen aus qualitativen Materialien anbietet.
In den darauffolgenden Jahren wurde die europäische Expansion des Unternehmens vorangetrieben: 2010 erwarb Renz den dänischen Briefkastenhersteller MEFA mit Produktionsstätte in Polen und erschloss dadurch den nord- und osteuropäischen Markt. 2012 wurde mit dem Zukauf von The Safety Letterbox Company der britische Markt erschlossen. Zudem wurde kontinuierlich das europäische Vertriebsnetz erweitert.
2013 entwickelte das Unternehmen mit der myRENZbox eine intelligente Brief- und Paketkastenanlage. 2016 wurde das schwedische Start-up Combiplate übernommen, um die Softwareentwicklung der myRENZbox-Systeme gezielt auszubauen. Ebenfalls 2016 folgte die Gründung der RENZ Service GmbH, die für Softwareentwicklung, Montage und Wartung der Anlagen verantwortlich ist. Darüber hinaus wurden für Unternehmen smarte Click&Collect-Locker sowie intelligente Intralogistik-Anlagen entwickelt.

## Produkte
Der Vertrieb der Renz-Produkte erfolgt über Fachhändler und Vertriebspartner. Standardprodukte können zudem über den firmeneigenen Onlineshop sowie in Baumärkten erworben werden. Ersatzteile sind bis zu 40 Jahre lang verfügbar.
Renz bietet für Ein- und Zweifamilienhäuser als auch für Mehrfamilienhäuser mechanische oder digital vernetzte Briefkästen an. Für Einzelhandel und Unternehmen entwickelt und produziert Renz Click&Collect-Locker sowie Intralogistik-Anlagen.

## Renz-Gruppe
Die Renz-Gruppe ist an neun europäischen Standorten tätig und verfügt zudem über ein Vertriebs- und Händlernetz. Unter dem Dach der Erwin Renz GmbH & Co KG, die sich zu 100 % im Besitz der Gesellschafter der Familie Renz befindet, sind vier Marken und neun verbundene Unternehmen gebündelt.

### Marken
- RENZ:  Brief- und Paketkastenanlagen in Premiumqualität.[12]
- leabox.com: Preisorientierte Briefkastenanlagen in guter Qualität.
- MEFA: Briefkästen und Paketboxen in skandinavischem Design für Ein- und Zweifamilienhäuser.[13]
- The Safety Letterbox Company: Für den britischen Markt zugeschnittene Briefkastenlösungen.[14]

### Standorte
- Deutschland: Kirchberg an der Murr (Hauptsitz, Entwicklung, Produktion und Vertrieb), Döbeln (Vertrieb und Logistik), Velbert (Vertrieb)[15]
- Frankreich: Woustviller (Entwicklung, Produktion und Vertrieb)[16]
- Großbritannien: Neath (Entwicklung, Produktion und Vertrieb)[14]
- Polen: Gądki (Entwicklung, Produktion und Vertrieb)[17]
- Schweden: Jönköping (Entwicklung und Vertrieb)[18]
- Niederlande: Arnhem (Vertrieb)[19]
- Dänemark: Greve (Vertrieb)[20]